# Chionobosca actinopis
Chionobosca actinopis är en fjärilsart som beskrevs av Turner 1911. Chionobosca actinopis ingår i släktet Chionobosca och familjen Crambidae. Inga underarter finns listade i Catalogue of Life.